# 蔣勛 (馬楚)
蔣勛（？—？），五代十国时马楚政治人物。
蔣勛最初是唐朝的邵州指揮使，後為武岡指揮使。乾寧二年（895年），楚武穆王馬殷和忠武軍將領劉建鋒率兵到澧陵，他和鄧繼崇以三千歩騎守回龍關。馬殷到達關門前，派遣使節下詣訪問蔣勛；他則以牛酒招待。馬殷的使節勸說蔣勛：「劉建鋒智勇雙全，按術士言當興左右。他現在有十萬士兵、精鋭無敵；你就以數千鄉兵對抗，很難啊。不如你退出，獲得富貴回到鄉里不是更好嗎？」蔣勛同意，向下屬說：「東君讓你們回家了。」士兵欢呼，掉下旗幟鎧仗逃走。
後來蔣勛求馬殷讓他出任邵州刺史，但馬殷不許，於是據州作亂。很快馬殷平定亂事，惩治了他。